# 15e cérémonie des Africa Movie Academy Awards
La 15e cérémonie des Africa Movie Academy Awards s'est tenue le dimanche 27 octobre 2019 au Landmark Event Center de Lagos, au Nigeria. La cérémonie a reconnu et honoré l'excellence parmi les réalisateurs, acteurs et scénaristes de l'industrie cinématographique.
La soirée de remise des prix était animée par Kemi Lala Akindoju, Lorenzo Menakaya (en) et Funnybone. Après avoir reçu jusqu'à 700 films soumis entre le 21 octobre 2018 et le 26 janvier 2019, les organisateurs de la cérémonie ont annoncé les nommés le 19 septembre 2019,,.
The Delivery Boy et Sew the Winter to My Skin (en) ont mené avec 13 nominations chacun, tandis que The Burial of Kojo et Redemption (en) ont suivi avec 10 chacun. La Miséricorde de la jungle a gagné dans les catégories meilleur film, réalisation de costumes, réalisation de maquillage et meilleur acteur dans un rôle principal. Le thriller politique King of Boys a remporté trois prix le même soir, dont celui de la meilleure actrice dans un second rôle, de la meilleure actrice dans un rôle principal et du meilleur film nigérian.

## Récompenses
Les gagnants sont listés en premier et mis en évidence en gras.
| Best Film | Best Director |
| --- | --- |
| - The Mercy of the Jungle – Rwanda - Rafiki – Kenya - The Delivery Boy – Nigeria - Ellen: The Ellen Pakkies Story – South Africa - Sew the Winter to My Skin – South Africa - Redemption – Mozambique - King of Boys – Nigeria - Urgent – Morocco | - Jahmil X.T. Qubeka – Sew the Winter to My Skin - Wanuri Kahiu – Rafiki - Adekunle Adejuyigbe – The Delivery Boy - Daryne Joshua – Ellen: The Ellen Pakkies Story - Kemi Adetiba – King of Boys - Mohcine Besri – Urgent - Mickey Fonseca – Redemption - Joël Karekezi – The Mercy of the Jungle |
| Best Actor in a Leading Role | Best Actress in a Leading Role |
| - Marc Zinga – The Mercy of the Jungle - Gabriel Afolayan – Gold Statue - Joseph Otsiman – The Burial of Kojo - Chinedu Ikedieze – Lara and the Beat - Jimmy Jean-Louis – Rattlesnakes - Gil Alexandre – Redemption - Ezra Mabengeza – Sew the Winter to My Skin - Ayoub Bombwe – Fatuma                                                                                    | - Sola Sobowale – King of Boys - Sheila Munyiva – Rafiki - Rita Dominic – Light in the Dark - Jill Levenberg – Ellen: The Ellen Pakkies Story - Beatrice Taisamo – Fatuma - Seyi Shay – Lara and the Beat - Jemima Osunde – The Delivery Boy - Samantha Mugatsia – Rafiki                         |
| Best Actor in a Supporting Role | Best Actress in a Supporting Role |
| - Jarrid Geduld – Ellen: The Ellen Pakkies Story - Reminisce – King of Boys - Zolisa Xaluva – Sew the Winter to My Skin - Akah Nnani – Banana Island Ghost - Kanayo O. Kanayo – Up North - Kobina Amissah-Sam – The Burial of Kojo - Bucci Franklin – Knockout Blessing | - Adesua Etomi – King of Boys - Joke Silva – Light in the Dark - Eniola Shobayo – Knockout Blessing - Linda Ejiofor – Knockout Blessing - Kandyse McClure – Sew the Winter to My Skin - Arlete Bombe - Redemption                                                                                 |
| Achievement in Costume Design | Achievement in Makeup |
| - The Mercy of the Jungle - Lara and the Beat - Rafiki - Sew the Winter to My Skin - King of Boys - Urgent (2018 film) - Mabata Bata - Light in the Dark | - The Mercy of the Jungle - Make Room - Gold Statue - Veronica's Wish - Sew the Winter to My Skin - The Burial of Kojo - Before the Vows |
| Achievement in Cinematography | Achievement in Production Design |
| - Sew the Winter to My Skin - Mabata Bata - Mother, I Am Suffocating. This Is My Last Film About You - Redemption - Rafiki - The Delivery Boy - The Burial of Kojo | - Redemption - Rafiki - Urgent - Ellen: The Ellen Pakkies Story - Sew the Winter to My Skin - The Delivery Boy - The Burial of Kojo - The Mercy of the Jungle |
| Achievement in Editing | Achievement in Screenplay |
| - Rafiki - The Delivery Boy - The Burial of Kojo - The Last Victims - Gold Statue - Diamond in the Sky - Sew the Winter to My Skin - The Mercy of the Jungle | - Redemption - The Last Victims - Rafiki - The God Statue - Diamond in the Sky - Lara and the Beat - Up North - The Delivery Boy |
| Best Film in An African Language | Best Nigerian Film |
| - Rafiki– Kenya - Make Room – Nigeria - Mabata Bata – Mozambique - Azali – Ghana - Bahasha (The Envelope) – Tanzania | - King of Boys - The Delivery Boy - Up North - Lara and the Beat - Knockout Blessing - Gold Statue - Makeroom |
| Best Short Film | Best Animation |
| - A Tune of Kora – Senegal - The Fisherman – Ghana - ICYASHA – Rwanda - Mma Moeketsi – South Africa - NAMOW2018 – Kenya - Vagabond – Ghana - Measure of a Woman – South Africa - Motswakwa – Botswana - Tonight’s Opening Act – Egypt - Hello Rain – Nigeria | - Choices – Nigeria - Afrogames – Burkina Faso - Isolated – Kenya - Kitwana Journey – Kenya |
| Best Documentary | Best Film by an African Living Abroad |
| - Khartoum Offside – Sudan - Le loups d'or de Balole – Burkina Faso - Sur Les Traces de Mamani Abdoulaye – Niger - No Gold for Kalsaka – Burkina Faso - Mother, I Am Suffocating. This Is My Last Film About You – Lesotho - Skin – Nigeria - Golden Fish, African Fish – Senegal - Djambar, Sembene the Unsubmissive – Cameroon - The State Against Mandela – South Africa | - Julius Amedume – Rattlesnakes - Tosin Coker – Lara and the Beat - Robert O. Peters – Makeroom |
| Best Diaspora Short Film | Best Diaspora Documentary |
| - Bail – United Kingdom - Oath Bound – United Kingdom - Fevah – USA - I Am Superman – Brazil | - My Friend Fela – Brazil - Wax Print 1 FABRIC, 4 continent – United Kingdom - Drugs as Weapons Against Us – USA - Dare to Dream – USA/Cuba - The Guardian of No Return – Guadalope |
| Best Diaspora Feature | Best Soundtrack |
| - Hero – Trinidad and Tobago/Canada - Traffik – USA - Olympia – USA - Sprinter – Jamaica - Nine Nights – United Kingdom | - Mabata Bata - Subira - Farewell Ella Bella - Redemption - The Delivery Boy - Lara and the Beat - Sew the Winter to My Skin - The Mercy of the Jungle |
| Best Visual Effects | Best Sound |
| - The Delivery Boy - Sew the Winter to My Skin - Make Room - Knockout Blessing - Mabata Bata - The Burial of Kojo - King of Boys | - Mabata Bata - Urgent - Redemption - Make Room - The Last Victim - The Delivery Boy - The Burial of Kojo - Sew the Winter to My Skin |
| Most Promising Actor | Best First Feature Film by a Director |
| - Cynthia Dankwa – The Burial of Kojo - Catherine Credo – Fatuma - Youssef Alaoui – Urgent - Angel Onyinyechi Unigwe – Light in the Dark - Emilio Bilo – Mabata Bata - Jamma Ibrahim – The Delivery Boy | - The Burial of Kojo – Blitz Bazawule – Ghana - The Delivery Boy – Adekunle Adejuyigbe – Nigeria - Subira – Sippy Chadha – Tanzania - Before the Vows – Nicole Amarteifio – Ghana |